# Delphin Enjolras
Delphin Enjolras, född 13 maj 1857 i Coucouron, död 23 december 1945 i Toulouse, var en fransk akademisk konstnär.
Delphin Enjolras föddes i Coucouron i Ardèche i sydöstra Frankrike, men studerade vid École des Beaux-Arts i Paris under Jean-Léon Gérôme. Vid Beaux-Arts träffade han även Pascal Dagnan-Bouveret och Gustave-Claude-Étienne Courtois. Efter det gick han över till École de Dessin, där Gaston Gérard var hans lärare. Under sin karriär ställde han ofta ut vid Salon d'Automne, Parissalongen och Société des artistes français, som han blev medlem av 1901.
Enjolras målade i akademisk stil. Han utförde flera landskapsmålningar, men hans huvudämne var unga kvinnor i lampljus.

## Galleri

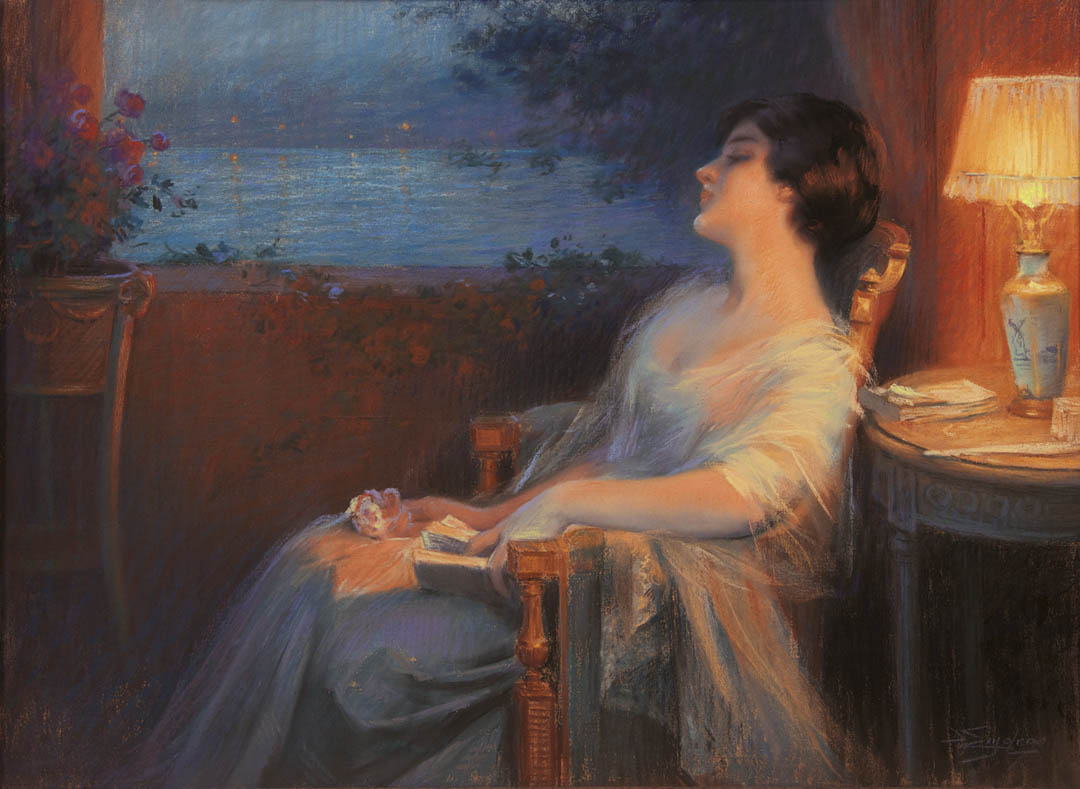
Havets brus.
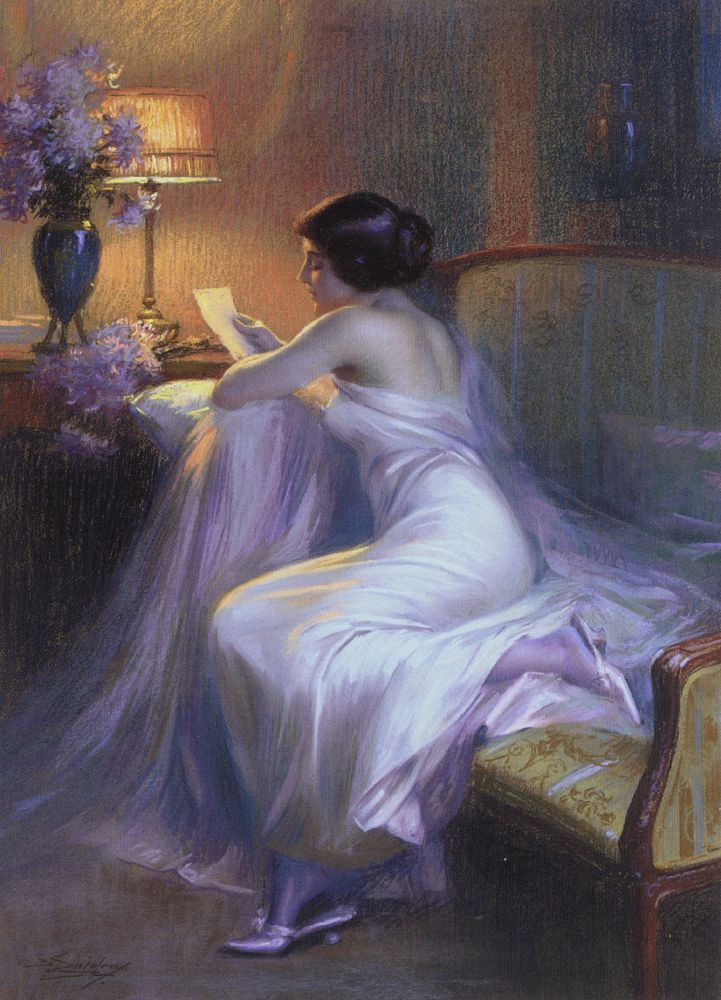
Brevet.
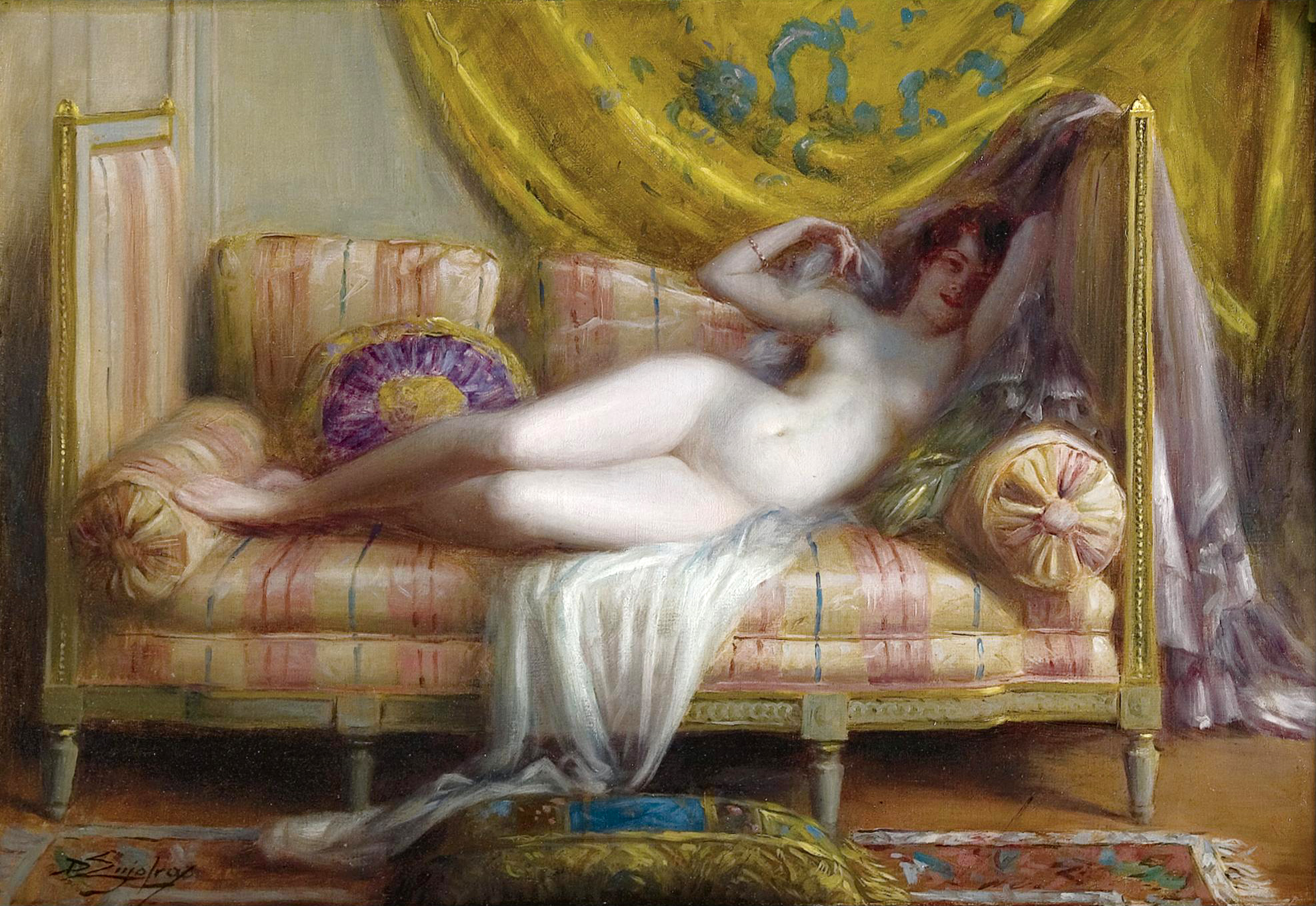
Odalisk.
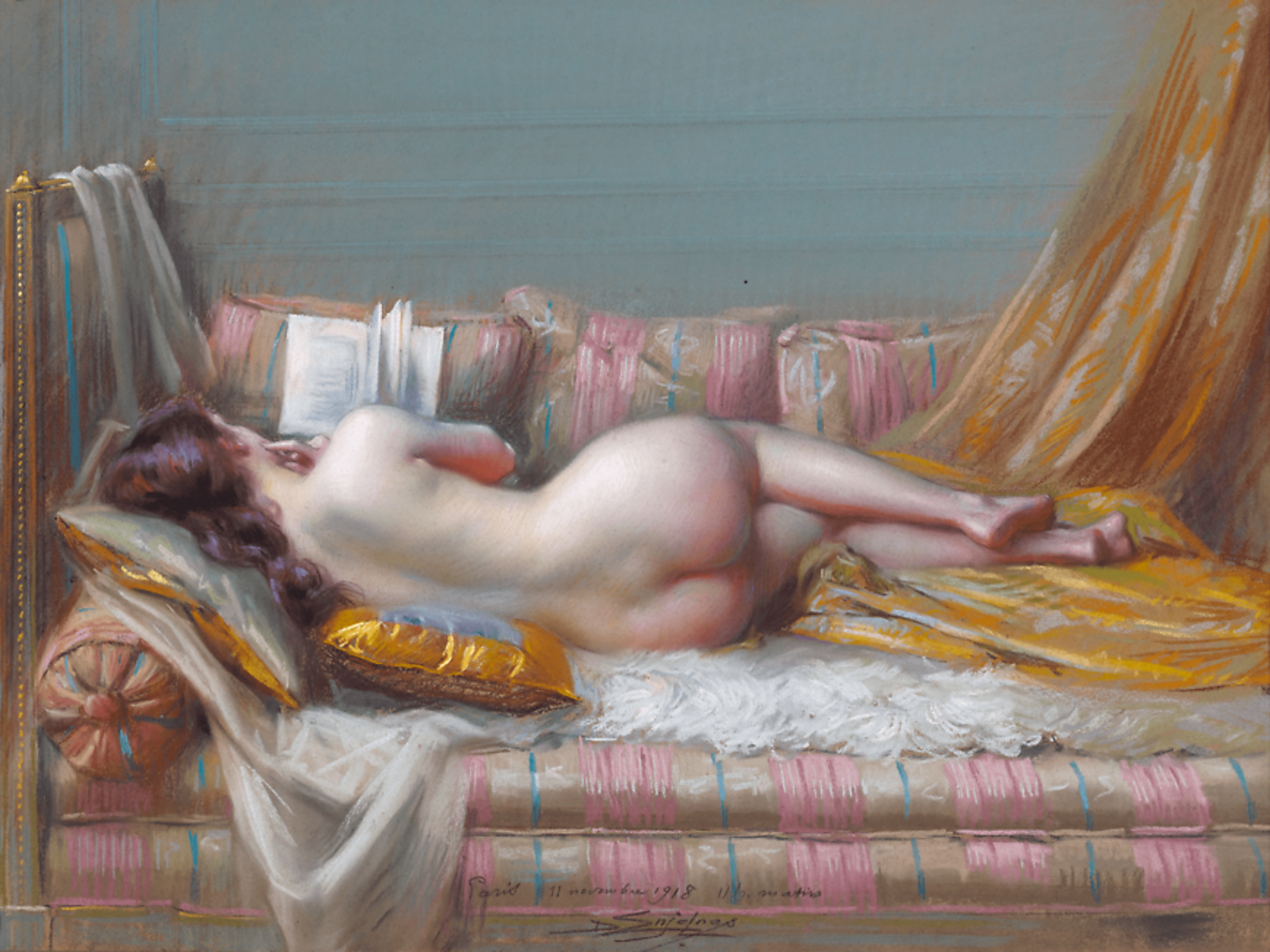
Liggande naken kvinna.
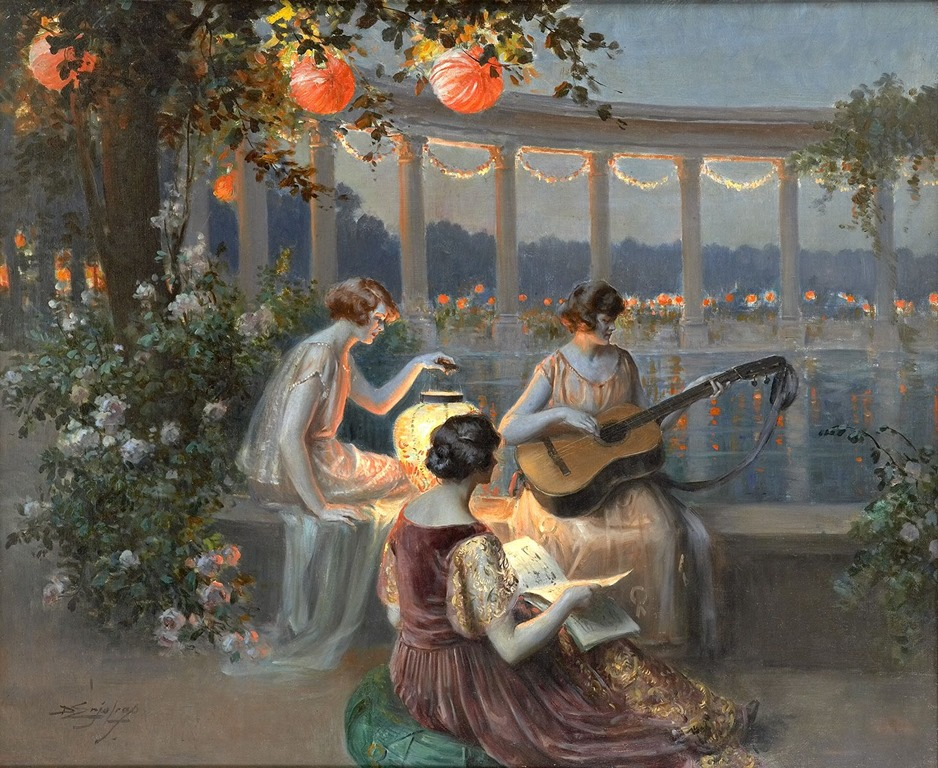
Musikanterna på terrassen.